# Zoutleeuw
Zoutleeuw (in francese Léau, spesso traslitterato in storiografia come Leaw) è un comune belga di 7 983 abitanti nella provincia fiamminga del Brabante Fiammingo.
Sorge lungo il fiume Kleine Gete.

## Origini del nome
Fino al XVI secolo la città si chiamava semplicemente Leeuw, "Leone". La citazione più antica superstite risale al 980 sotto il nome di Leuua, derivante dal germanico Hlaiwa un accusativo plurale. Hlaiwa o Leeuw significa "tumuli". Il prefisso Zout, "Sale", sembra apparire per la prima volta nel 1533, quando un certo Guilelmus van Ottenborch van Soutleu si iscrisse all'Università di Lovanio. Zoutleeuw era una città portuale-fluviale, dove è stato introdotto il sale.
Zoutleeuw si trova sul fiume Kleine Gete.

## Storia

### Origini e ascesa

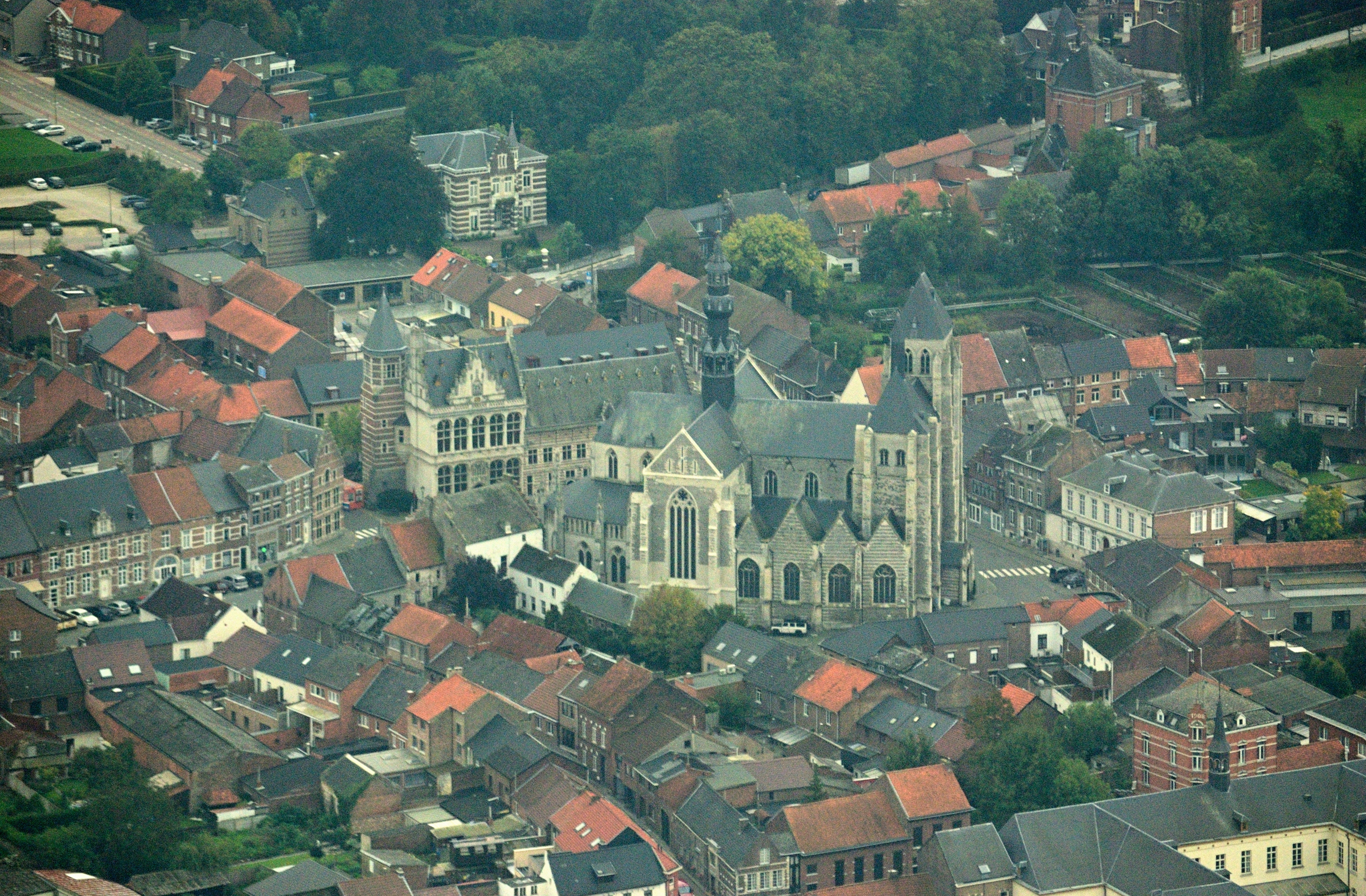
Veduta aerea del centro medievale.

La città si è sviluppata lungo la via commerciale, completata alla metà del XII secolo, che collegava Colonia a Bruges. Una prima cinta muraria venne costruita intorno al 1130. Nel 1312 Zoutleeuw era una delle sette città libere del Ducato di Brabante, ed era conosciuta per la sua importante industria tessile. La Tela di Leeuw era venduta nelle aree della Mosa e del Reno, in Inghilterra e Francia. La città ha ricevuto importanti privilegi dai duchi di Brabante, ma in cambio dovette difendere il territorio dagli attacchi provenienti dal vicino Principato di Liegi. Per questo motivo, secondo lo storico Gramaye, intorno al 1330, venne costruita una seconda cerchia di mura. Era l'Età d'oro della cittadina, data la sua favorevole posizione sulla strada per Bruges, mercanti veneziani e genovesi, vi aprirono anche una banca.

### Declino e subbugli
Nel XV secolo l'Inghilterra iniziò una produzione tessile che concorse direttamente con la tela di Leeuw, portando a un inevitabile declino. La crisi inoltre si aggravò con la crescita di Tienen centro tessile quando il Kleine Gete dal 1525 divenne navigabile in quella città. Inoltre nel 1573 una grande tempesta-alluvione causò innumerevoli danni in città, apportandovi anche la peste. Nel 1578 Zoutleeuw soffrì anche per la presenza di una grande guarnigione spagnola che vi si era stanziata. Tuttavia la città riuscì a sfuggire all'iconoclastia del XVI secolo.
Per aumentare le difese contro il Principato di Liegi, venne costruita una cittadella sul lato meridionale della città, e inoltre si procedette all'allagamento di vaste aree intorno per assicurare una massima protezione. Ma il costo fu elevato, l'allagamento di quelle terre, fino ad allora dedicate ai pascoli portò povertà e gravi malattie. Tre incendi nel 1676 ridussero in cenere un centinaio di case e ancora la città dovette subire il saccheggio delle truppe di Luigi XIV di Francia nel 1678 e nel 1701 venne occupata. Dopo la riconquista da parte degli alleati nel 1705, con pesanti bombardamenti, Zoutleeuw trova finalmente la pace e la tranquillità sotto il dominio austriaco.

### Tempi moderni
Zoutleeuw scampò all'odio religioso della Rivoluzione francese e perse la sua importanza come avamposto contro la minaccia del Principato di Liegi solo con l'annessione francese di quest'ultimo e del Brabante. Col la costituzione del Regno Unito dei Paesi Bassi la città trova di nuovo prosperità, ma con l'indipendenza del Belgio Zoutleeuw perse il suo titolo di città per poi riottenerlo solo nel 1985.

## Monumenti e luoghi d'interesse

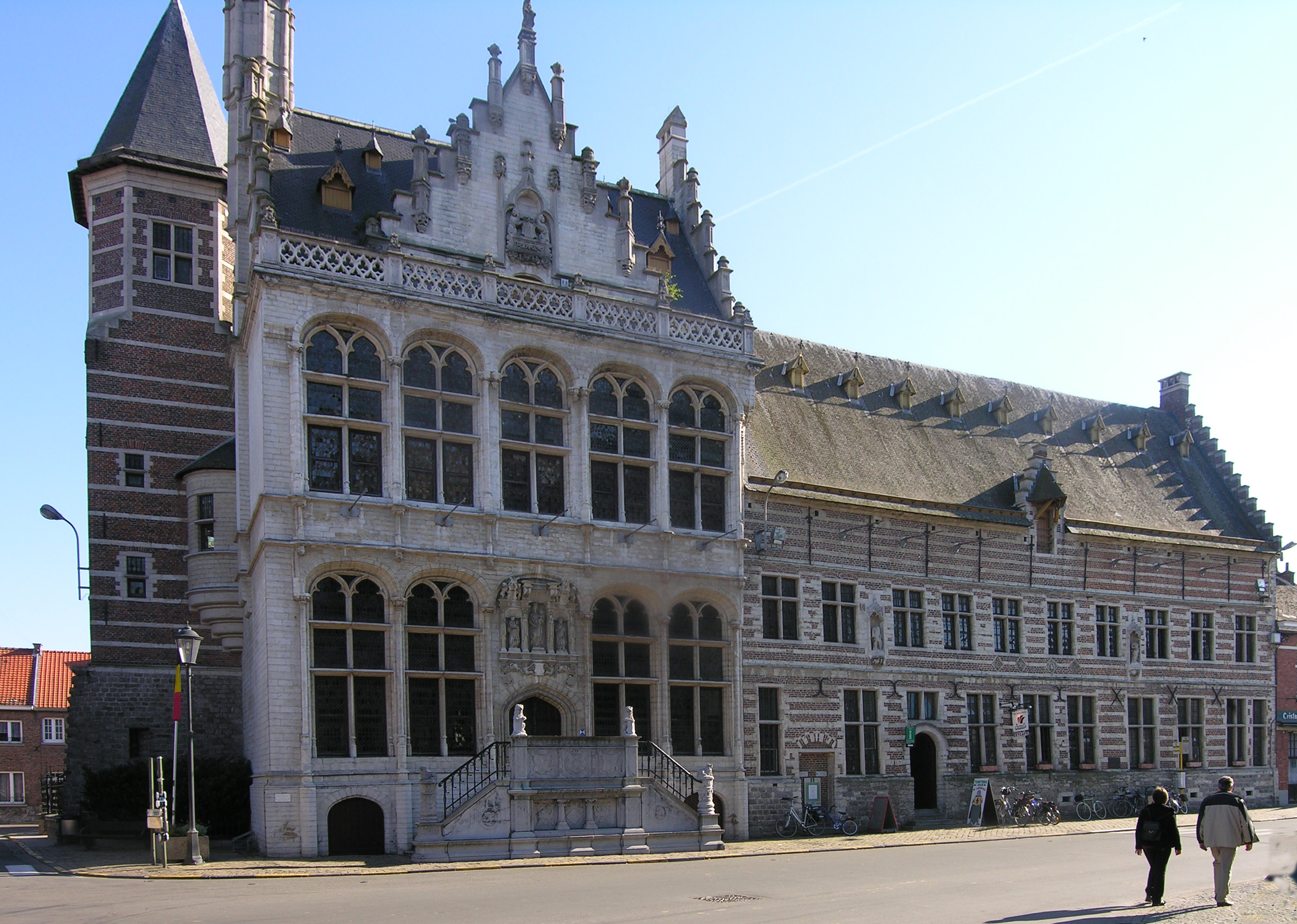
Il Municipio e il Mercato dei Tessuti.

- Chiesa di San Leonardo. Costruita tra il XIII e il XVI secolo, rappresenta un bell'esempio dell'architettura gotica secondo l'interpretazione locale dello stile Gotico brabantino. Nel 1999 venne iscritta alla lista dei 56 Campanili di Belgio e Francia dei Patrimoni dell'umanità promossa dall'UNESCO.
- Municipio di Zoutleeuw